# Хортицы (Омская область)
Хо́ртицы — село в Нижнеомском районе Омской области России, административный центр Хортицкого сельского поселения.
Основано в 1910 году.
Население — 941 человек (2010).

## География
Село расположено в северной лесостепи, в пределах Барабинской низменности, относящейся к Западно-Сибирской равнине. Рельеф местности равнинный. В естественных понижениях местности имеются заболоченные участки. Высота центра — 111 метров над уровнем моря. В окрестностях села распространены солонцы луговые (гидроморфные).
Село находится в 140 км к северо-востоку от областного центра города Омска и 20 км к северу от районного центра села Нижняя Омка. Ближайший город Калачинск расположен в 89 км от Хортиц.
Климат
Климат резко континентальный, со значительными перепадами температур зимой и летом (согласно классификации климатов Кёппена — влажный континентальный климат (Dfb)). Многолетняя норма осадков — 410 мм. Наибольшее количество осадков выпадает в июле — 68 мм, наименьшее в феврале-марте — по 14 мм. Среднегодовая температура положительная и составляет + 0,4° С, среднесуточная температура самого холодного месяца — января − 18,9° С, самого жаркого — июля + 18,9° С.
Часовой пояс
Хортицы, как и вся Омская область находится в часовой зоне МСК+3. Смещение применяемого времени относительно UTC составляет +6:00.

## История
В 1910 году был выделен Епанчинский переселенческий участок (удобной земли 2890 десятин, неудобной земли (солонцы) 768 десятин и всего 3658 десятины). В том же году началось переселение немецких семей из европейской части России. Жители деревни разговаривали на платт-дойч. Мужчины в разной степени владели русским языком. Женщины русского языка не знали совсем. Название село получило по екатеринославской колонии Хортица. В 1913 году открылась первая школа. С 1926 года действовал сельсовет. В 1931 году был организован колхоз «Ландман», с 1950 года — колхоз имени Тельмана.

## Население
| 1920 | 1926 | 1970  | 1979  | 1989  | 2010 |
| ---- | ---- | ----- | ----- | ----- | ---- |
| 197  | ↘135 | ↗1161 | ↗1209 | ↗1373 | ↘941 |

В 1979 году доля немцев в население села составляла 60 %, в 1989 году — 49 %